# Beyond Castle Wolfenstein
«Beyond Castle Wolfenstein» (англ. «За межами замку Вольфенштейн») — продовження відеогри «Castle Wolfenstein» від фірми Muse Software. Гра «Beyond Castle Wolfenstein» вийшла в 1984 році (за іншими даними в 1985) і була розроблена для платформи Apple II, DOS та Commodore 64. Як і попередня частина, стелс-гра представлена у вигляді згори. Гравець керує диверсантом, якому доручено проникнути в бункер фюрера та підкласти в його кабінет потужну бомбу, яку герой повинен знайти в замку.

## Ігровий процес
Гра заснована на реальних подіях, які відбулися 20 липня 1944 року і увійшли в історію як операція «Валькірія».
Гравець керує диверсантом, що повинен пройти низку кімнат у бункері. Окрім традиційного пістолету з 10 патронами, який має герой на початку гри, він може знайти ніж, аби тихо знищувати охоронців з близької дистанції. Однак з гри було прибрано гранати. Замість ящиків з'явилися двері та шафи, в яких диверсант може знайти багато потрібних речей (їжа, одяг, зброя).

Німецький солдат пропускає героя

Також гравцю не треба поспішати вбивати солдатів, адже в грі є так звана система пропусків. Вона полягає в тому, що гітлерівці запитують пропуск (у грі їх 5 видів). Якщо гравець вгадує — солдат спокійно пропускає вас і говорить: «heil». Якщо ні — дається ще один шанс, після якого, в разі негативної відповіді, фашист намагається вбити героя. Також можна підкупити німця, в разі наявності грошей (марок).
Ще у грі може бути увімкнена тривога, під час якої всі німці нападають на героя.
Якщо гравець все правильно виконає, гра закінчиться зображенням вибуху бункера.